# Claude Laurent Masuyer
Claude Laurent Masuyer, né le 21 octobre 1759 à Bellevesvre (département de la Saône-et-Loire), mort le 29 ventôse an II (19 mars 1794) à Paris, est un homme politique de la Révolution française.

## Biographie
Fils de maître Pierre Masuyer, avocat en parlement, bailli de Bellevesvre, et de dame Louise-Antoinette Dunoyer, était lui-même avocat dans sa ville natale avant 1789.

### Mandat à la Législative
La France devient une monarchie constitutionnelle en application de la constitution du 3 septembre 1791. Le même mois, Claude Laurent Masuyer, alors juge au tribunal du district de Louhans, est élu député du département de la Saône-et-Loire, le cinquième sur onze, à l'Assemblée nationale législative.
Il siège sur les bancs de la gauche de l'Assemblée. En avril 1792, il vote pour que les soldats du régiment de Châteauvieux, qui s'étaient mutinés lors de l'affaire de Nancy, soient admis aux honneurs de la séance. En août, il vote en faveur de la mise en accusation du marquis de La Fayette.

### Mandat à la Convention
La monarchie prend fin à l'issue de la journée du 10 août 1792 : les bataillons de fédérés bretons et marseillais et les insurgés des faubourgs de Paris prennent le palais des Tuileries. Louis XVI est suspendu et incarcéré, avec sa famille, à la tour du Temple.
En septembre 1792, Claude Laurent Masuyer est réélu député du département de la Saône-et-Loire, le deuxième sur onze, à la Convention nationale.
Masuyer participe aux institutions de la Convention girondine. Le 10 octobre 1792, il est admis à siéger au Comité des finances. Le 2 mai 1793, il est élu secrétaire aux côtés de ses collègues Jean-Joseph-Victor Génissieu (député de l'Isère) et Jean-Augustin Pénières (député de la Corrèze), sous la présidence de Jean-Baptiste Boyer-Fonfrède (député de la Gironde).
Il siège sur les bancs de la Gironde. Lors du procès de Louis XVI, il vote « la détention de Louis jusqu'à la faix, et ensuite pour son bannissement avec toute sa famille » mais rejette l'appel au peuple et le sursis à l'exécution de la peine. En avril 1793, il vote en faveur de la mise en accusation de Jean-Paul Marat. Celui-ci le dénonce comme « membre de la faction des hommes d’État ». En mai, il vote en faveur du rétablissement de la Commission des Douze.
Le 24 juin, Masuyer est décrété d'arrestation sur motion de Jean-Pierre-André Amar (député de l'Isère), membre du Comité de sûreté générale, pour avoir aidé Jérôme Pétion de Villeneuve (député d'Eure-et-Loir), décrété d'arrestation à l'issue des journées du 31 mai et du 2 juin, à se soustraire à la garde de ses gendarmes. Le 3 octobre, il est simultanément décrété d'arrestation, pour avoir signé la protestation contre le 2 juin, et décrété d'accusation devant le tribunal révolutionnaire, pour « conspiration contre l'unité et l'indivisibilité de la République ». Il se soustrait à son décret d'accusation, est décrété hors-la-loi, et adresse aux autorités du district de Louhans une lettre justificative. Le 29 ventôse an II (le 19 mars 1794), il est reconnu devant le tribunal et guillotiné le jour-même,.
Après le 9 thermidor, une pension fut accordée à son père ; la Convention décida en outre, sur la motion d'Oudot, que l'indemnité qu'il aurait reçue comme représentant serait payée, jusqu'à la fin de la session, à ses héritiers, à la charge par eux d'acquitter ses dettes. On a de lui quelques écrits politiques : Organisation de l'instruction publique et de l'éducation nationale en France (1793).

## Mandats
- 30/08/1791 - 20/09/1792 : Saône-et-Loire - Modérés
- 05/09/1792 - 19/03/1794 : Saône-et-Loire - Droite

## Travaux législatifs
- Discours sur l'organisation de l'instruction publique et de l'éducation nationale en France : examen et réfutation du système proposé successivement par les citoyens Condorcet et G. Rome, au nom du Comité d'instruction publique de l'Assemblée législative et de la Convention nationale, impr. par ordre de la Convention nationale. Impr. nationale (Paris), 1792
- Adresse de l'auteur des "Considérations sur l'état actuel des sociétés en Europe" à la chambre des députés ; avec des observations sur l'ordre du jour par lequel cette adresse a été accueillie, et réponse à quelques objections, Impr. de Eck (Strasbourg), 1819